# 瑪都麗·荻西特
瑪都麗·荻西特 （馬拉地語: माधुरी दीक्षित，1967年5月15日—，也稱瑪都麗·荻西特·尼尼）是活躍在二十世紀末期至本世紀初的印度著名電影演員。她一生中曾經四度榮獲《印度電影觀眾─最佳女演員獎》，被譽為寶萊塢影壇上的「長青舞后」。 

## 早年生活
瑪都麗生于印度孟買，父母名山卡·荻西特和詩烈拉達·荻西特，他們屬于一個來自康坎的馬拉地婆羅門世家族。她曾在孟買Parle College及孟買大學學習微生物化學。瑪都麗在小時候已熱愛舞蹈，隨後便接受傳統的印度Kathak舞蹈訓練。她是一名專業的Kathak舞者。

## 演藝事業
2006年12月7日瑪都麗脫隨丈夫回到孟買，開始拍攝電影Aaja Nachle，電影于2007年11月公演。
同年三八國際婦女節，瑪都麗被印度雜誌評選為「歷史上最佳寶萊塢演員」。

## 個人生活

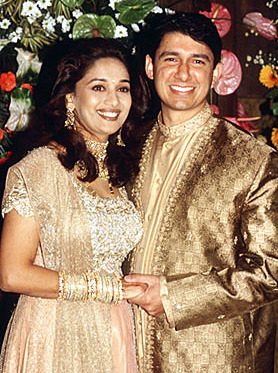
瑪都麗和尼尼醫生的婚礼，1999年。

瑪都麗1999年同美籍印度人史利拉姆·馬達夫·尼尼醫生（Dr. Sriram Madhav Nene）結婚。他畢業與洛杉磯加大，現在是科羅拉多州丹佛一家醫院的心外科主治醫生。尼尼醫生的家族也是屬於馬拉地的婆羅門世家。他們育有二子艾林（Arin－2003年出生）和萊恩（Ryan－2005年）出生。 瑪都麗在婚後的接近十年均隨丈夫和家人住在美國丹佛。2011年10月，瑪都麗和家人搬回印度孟買居住。
瑪都麗十分熱衷於舞蹈，亦因此在互聯網上設立了一個名為「Dance With Madhuri」的網上舞蹈學院教授她一些最知名的舞曲。

## 榮譽與獲獎
瑪都麗曾四度得到《印度電影觀眾獎》的最佳女主角獎，可以稱得是創了紀錄。而且壓倒了與她同時代的南印度影后詩麗黛瑋。2008年，她獲得印度政府頒發的莲花士勋章，以表揚她對印度電影界的貢獻。
- 1990年──電影名：Dil.
- 1992年──電影名：Beta
- 1994年──電影名：Hum Aapke Hain Kaun
- 1997年──電影名：Dil To Pagal Hai

另得最佳女配角獎一次，2002年──電影名：胭脂淚（寶萊塢生死戀）。2001年，獲：印度國民獎。在2007年國際婦女節，被評為： 《寶萊塢歷代最佳女演員》
2014年，她成為联合国儿童基金会在印度的親善大使。

## 外部連結
- 瑪都麗·荻西特在互联网电影资料库（IMDb）上的資料（英文）